# Diego Fernández Magdaleno
Diego Fernández Magdaleno (Medina de Rioseco, Valladolid, 31 de diciembre de 1971) es un pianista  y profesor de piano español, que obtuvo el Premio Nacional de Música en su modalidad de Interpretación en 2010, concedido por el Ministerio de Cultura.
Es profesor del Conservatorio de Música de Valladolid, del que fue director durante cuatro años, y miembro de número de la Real Academia de Bellas Artes de la Purísima Concepción, en la que ingresó con un discurso centrado en la música española actual.
Varias son las vertientes que se desarrollan en la trayectoria musical del pianista Diego Fernández Magdaleno, pero todas confluyen en su permanente dedicación a la música española contemporánea, siendo en la actualidad una indudable referencia interpretativa y un estímulo constante para la composición de nuevas obras que aumentan el patrimonio musical de nuestro país. Un repertorio con el que está identificado de tal modo que Pedro Aizpurua escribió el que es uno de los mayores elogios que un autor puede hacer a un intérprete: "Ha penetrado en mis obras de manera muy sutil; tanto que, incluso, me ha hecho conocer matices que yo no hubiera advertido por mí mismo".
Fernández Magdaleno ha protagonizado más de 300 estrenos absolutos de música española para piano de más de setenta compositores. Además, ha rescatado numerosas partituras de autores españoles olvidados injustamente, presentando integrales de músicos como Félix-Antonio, Enrique Villalba, Jacinto Ruiz Manzanares, etc.
El 14 de diciembre de 2009, Diego Fernández Magdaleno estrenó 22 obras en el Auditorio Nacional de Madrid, para conmemorar el primer aniversario del fallecimiento de Ramón Barce, del que fue amigo y, a juzgar por las palabras del propio compositor, intérprete extraordinario. Toda la prensa, general y especializada, se hizo eco en términos de elogio sin fisuras. Por ejemplo, Víctor Pliego de Andrés señaló en su crítica: "Las propuestas fueron muy variadas y Diego Fernández Magdaleno realizó la titánica tarea de estrenarlas todas con su toque impecable y un magnífico sentido de la musicalidad. Además supo encontrar un hilo conductor en la heterogénea colección reunida, y acertó en la manera ordenarlas en una sucesión coherente".
Es autor de Creación Musical Contemporánea. El compositor Pedro Aizpurua (1999), El compositor Félix Antonio (2001), Dúo Frechilla-Zuloaga (2003), El piano en la obra de Josep Soler (2009), además de obras más personales como El tiempo incinerado (2005), Libro del miedo (2006), Razón y desencanto (2008), y El rigor de los signos (2022).
Ha realizado grabaciones para Radio Nacional de España (Radio 1, Radio Clásica, Radio 5...), France Musique, RAI, BBC, Antena 3 y Televisión Española, y ha llevado al disco música de Aizpurua, García Álvarez, Grèbol y Soler.

## Honores
Diego Fernández Magdaleno ha sido galardonado en numerosas ocasiones, entre las que cabe citar: Premio Racimo de Música de la Fundación Serrada (2009), Miembro de Honor de EPTA-España (2009), Premio "Un diez para diez" (2011), Premio Servir de Rotary (2012), Hijo Predilecto de Medina de Rioseco (2013)...
Desde noviembre de 2017 preside el jurado del Premio Internacional de Piano Frechilla-Zuloaga.
En noviembre de 2010 le fue concedido el Premio Nacional de Música.

## Libros
- Creación musical contemporánea. El compositor Pedro Aizpurua, 1999.
- El compositor Félix-Antonio, 2001.
- Dúo Frechilla-Zuloaga, 2003.
- El tiempo incinerado, 2005, diarios.
- Libro del miedo, 2006, poesía
- Razón y desencanto, 2008, diarios.
- El piano en la obra de Josep Soler, 2009
- La voz de la memoria. Homenaje a Joaquín Díaz, libro-disco, 2019.
- El rigor de los signos. Notas para Pedro Aizpurua, 2022, breve diario de 2019-2020